# Crinodes ritsembut
Crinodes ritsembut är en fjärilsart som beskrevs av Butler 1878. Crinodes ritsembut ingår i släktet Crinodes och familjen tandspinnare. Inga underarter finns listade i Catalogue of Life.